# Forsstroemia coronata
Forsstroemia coronata là một loài Rêu trong họ Leucodontaceae. Loài này được (Mont.) Paris mô tả khoa học đầu tiên năm 1896.